# Galleria Fleres
La galleria Fleres (in tedesco Pflerschtunnel) è una galleria ferroviaria posta sulla linea Brennero-Bolzano fra la stazione di Brennero e quella di Colle Isarco.
Prende il nome dal centro abitato di Val di Fleres, posta in prossimità dell'imbocco meridionale.

## Caratteristiche
La galleria ha lunghezza di 7343 m ed è posta fra le stazioni di Brennero e di Colle Isarco.
Il portale nord è posto alla progressiva chilometrica 234+714, il portale sud alla progressiva 227+371.